# 剪市镇
剪市镇，是中华人民共和国湖南省常德市桃源县下辖的一个乡镇级行政单位。

## 行政区划
剪市镇下辖以下地区：
剪家溪社区、中巷口社区、喜雨村、沙萝村、八公桥村、玉皇殿村、狮子殿村、双龙村和十字路村。